# ŁTS Łabędy
ŁTS Łabędy – polski klub piłkarski z siedzibą w Gliwicach, założony w 1945 roku. Najwyższym osiągnięciem klubu są rozgrywki na III poziomie ligowym. Od 2019 roku występuje w rozgrywkach klasy okręgowej.

## Informacje ogólne
Klub:
- Pełna nazwa: Łabędzkie Towarzystwo Sportowe "Łabędy"
- Liga: klasa okręgowa
- Rok założenia: 1945
- Barwy: biało-niebieskie
- Adres: ul. Fiołkowa 26 Łabędy 44-109 Gliwice

Stadion:
- Adres: ul. Fiołkowa 26, Gliwice
- Pojemność – 1200 miejsc (830 siedzących)
- Oświetlenie – Brak
- Wymiary – 105 m x 72 m

Władze:
- Prezes: Tomasz Kasprzik

### Sztab Trenerski:
- Trener: Grzegorz Kowalski

## Sezon po sezonie
Występy na trzecim poziomie rozgrywkowym: 1959, 1960, 1975/76, 1978/79, 1979/1980, 1980/1981, 1981/82.
| Sezon                   | Liga                               | Pozycja        | Punkty | Bramki | Uwagi  |
| ----------------------- | ---------------------------------- | -------------- | ------ | ------ | ------ |
| 2002/03                 | Liga Okręgowa (grupa Katowice IV)  | 3              | 67     | 86-36  |        |
| 2003/04                 | Liga Okręgowa (grupa Katowice IV)  | 4              | 51     | 68-34  |        |
| 2004/05                 | Liga Okręgowa (grupa Katowice IV)  | 1              | 74     | 81-16  | awans  |
| 2005/06                 | IV liga (grupa śląska I)           | 11             | 44     | 53-39  |        |
| 2006/07                 | IV liga (grupa śląska I)           | 7              | 51     | 47-32  |        |
| 2007/08                 | IV liga (grupa śląska I)           | 6              | 50     | 42-34  | spadek |
| reorganizacja rozgrywek |                                    |                |        |        |        |
| 2008/09                 | IV liga (grupa śląska I)           | 14             | 35     | 41-47  |        |
| 2009/10                 | IV liga (grupa śląska I)           | 15             | 18     | 39:85  | spadek |
| 2010/11                 | Liga okręgowa (grupa Katowice IV)  | 9              | 40     | 49-52  |        |
| 2011/12                 | Liga okręgowa (grupa Katowice IV)  | 10             | 37     | 41-43  |        |
| 2012/13                 | Liga okręgowa (grupa Katowice IV)  | 8              | 45     | 46-37  |        |
| 2013/14                 | Liga okręgowa (grupa Katowice IV)  | 7              | 44     | 49-36  |        |
| 2014/15                 | Liga okręgowa (grupa Katowice II)  | 8              | 44     | 43-35  |        |
| 2015/16                 | Liga okręgowa (grupa Katowice III) | 2              | 68     | 78-26  |        |
| 2016/17                 | Liga okręgowa (grupa Katowice II)  | 11             | 38     | 41-42  |        |
| 2017/18                 | Liga okręgowa (grupa Katowice II)  | 14             | 25     | 54-77  | spadek |
| 2018/19                 | Klasa A (grupa Zabrze)             | 1              | 71     | 101-34 | awans  |
| 2019/20                 | Liga okręgowa (grupa śląska I)     | 7              | 23     | 28-26  |        |
| 2020/21                 | Liga Okręgowa (grupa śląska I)     | 8 (4/10 - 8/8) | 53     | 60-64  |        |
| 2021/22                 | Liga Okręgowa (grupa śląska I)     | 12             | 34     | 46-59  |        |
| 2022/23                 | Liga Okręgowa (grupa śląska I)     | 4              | 52     | 68-44  |        |
| 2023/24                 | Liga Okręgowa (grupa śląska I)     | 5              | 55     | 96-66  |        |
| reorganizacja rozgrywek |                                    |                |        |        |        |
| 2024/25                 | Klasa Okręgowa (grupa śląska I)    | 2              | 63     | 103-48 |        |
| 2025/26                 | Klasa Okręgowa (grupa śląska I)    |                |        |        |        |

| Oznaczenie kolorami |
| ------------------- |
| III poziom ligowy   |
| IV poziom ligowy    |
| V poziom ligowy     |
| VI poziom ligowy    |
| VII poziom ligowy   |